# Якуб'янка
Якуб'янка (словац. Jakubianka) — річка в Словаччині, права притока Попраду, протікає в окрузі Стара Любовня.
Довжина — 23.5 км.
Витікає з масиву Левоцькі гори на висоті 1140 метрів. Впадає Колачковський потік. Протікає біля села Якубяни і селом Нова Любовня.
Впадає у Попрад на території міста Стара Любовня на висоті 510 метрів.